# Egentlige benfisk
Egentlige benfisk eller teleoster (Teleostei) er undergruppe af strålefinnede fisk (Actinopterygii). Gruppen klassificeres som en klasse eller en infraklasse. De egentlige benfisk omfatter cirka 96 % af alle nulevende fiskearter. Klassificeringen af fisk opdateres hyppigt, så opgivelserne over antal beskrevne arter varierer i området fra 25.000 til 30.000. De er inddelt i omkring 40 ordener og 448 familier.
Teleoster er ligesom chondroster (bruskganoider) og holoster (benganoider) strålefinnede fisk hvis finner understøttes af ben- eller bruskstave. De har reducerede skæl med kun et tyndt, glat benlag, en symmetrisk hale og en bevægelig mund som kan danne en sugeeffekt når den åbnes.